# Gehöferschaft
Die Gehöferschaften sind mit Genossenschaften vergleichbare Personenvereinigungen, die heute überwiegend forstwirtschaftliche Flächen gemeinsam nach ideellen Anteilen besitzen. 

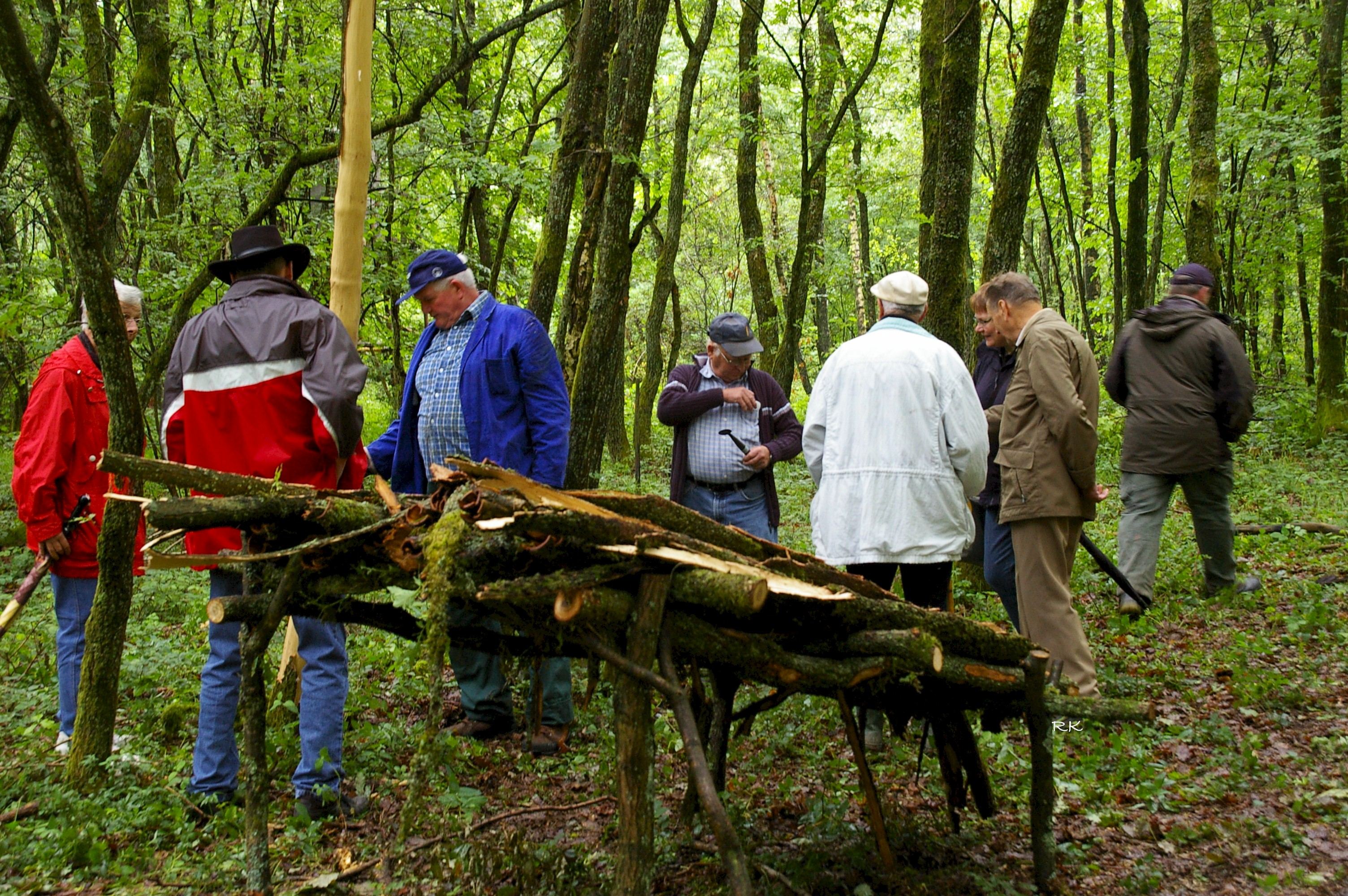
Das Leer; Gerüst zum Trocknen der abgeschälten Eichenrinde beim Lohemachen

## Entstehung
Gehöferschaften sind eine Besonderheit des alten Trierer Landes. Man findet sie nur im Regierungsbezirk Trier in Rheinland-Pfalz südlich der Mosel sowie im angrenzenden Saarland.
Die Bewirtschaftung erfolgt heute meist unter Mitwirkung der Landesforstverwaltungen. 
Die Entstehungsgeschichte der Gehöferschaften ist bis heute nicht eindeutig geklärt. Nach überwiegender Ansicht waren die Gehöferschaften nie Gemeindewald, Genossenschaft oder Allmende, sondern haben rechtsgeschichtlich ihren Ursprung im Privatrecht.
Diesem Aspekt haben Rheinland-Pfalz und das Saarland in ihrem jeweiligen Landeswaldgesetz Rechnung getragen und explizit geregelt, dass der Gehöferschaftswald kein Körperschaftswald ist und somit als Privatwald zu betrachten ist. 

## Rechtliche Einordnung
Rheinland-Pfalz: Obwohl die Rechtsnatur der Gehöferschaften in Rheinland-Pfalz bis auf den heutigen Tag umstritten und in der Vergangenheit oftmals Gegenstand eingehender Diskussionen in der Literatur gewesen ist, geht die herrschende Rechtsauffassung heute davon aus, dass es sich bei den rheinland-pfälzischen Gehöferschaften um Institutionen privatrechtlichen Charakters handelt. Ihre Rechtsnatur als nicht rechtsfähige Personenvereinigung mit gemeinschaftlichem Eigentum sowie die Tatsache, dass Eigentumsänderungen oft seit Generationen nicht mehr im Grundbuch eingetragen worden sind, haben zur Folge, dass die Gehöferschaften heute praktisch nicht mehr ordnungsgemäß am Rechtsleben teilnehmen können.
Saarland: Dagegen ist die  Rechtsnatur der Gehöferschaften im Saarland rechtlich geklärt. Das Saarland hat den Gehöferschaften in seinem Zuständigkeitsbereich noch kurz vor seinem Beitritt zur Bundesrepublik Deutschland eine eigene Rechtsfähigkeit verliehen. Geregelt wurde dies im Gesetz Nr. 537 betreffend die Waldgehöferschaften und gleichartige Waldgemeinschaften in ungeteilter Gemeinschaft zur gesamten Hand vom 20. November 1956 (Gehöferschaftsgesetz) mit folgenden Vorschriften:
§ 3 Rechtsfähigkeit -  Die Waldgemeinschaften können unter ihrem Namen Rechte erwerben und Verbindlichkeiten eingehen, Eigentum und andere dingliche Rechte an beweglichen und unbeweglichen Sachen erwerben, übertragen und aufgeben, vor Gericht klagen und verklagt werden.
§ 9 Befugnisse des Vorstandes - (1) Der Vorstand vertritt die Waldgemeinschaft den Miteigentümern und Dritten gegenüber gerichtlich und außergerichtlich.

## Innere Organisation und Aufgaben einer Gehöferschaft
Die Gehöferschaften besitzen in der Regel eine innere Organisationsform, d. h., sie verfügen über einen aus drei Personen bestehenden Vorstand und eine Mitgliederversammlung. Vorstand und Mitgliederversammlung sind als Organe der Gehöferschaft anzusehen.
Obwohl der Vorstand der rheinland-pfälzischen Gehöferschaften nur mit einer eingeschränkten Vertretungsvollmacht zum Außenverhältnis ausgestattet ist und eine eigene Rechtsfähigkeit der Gehöferschaft wie vorerwähnt nicht besteht, werden aus dieser „Notlage“ heraus die Geschäftsverbindungen der Gehöferschaften „akzeptiert“.
Gehöferschaften unterhalten eigene Bankkonten, sind Mitglied im Kreiswaldbauverein, in der landwirtschaftlichen Berufsgenossenschaft, werden als Steuerschuldner der Grundsteuer geführt und schließen Verträge über die Jagdverpachtung, über Holzverkäufe und Wegebaumaßnahmen oder Waldarbeiten ab. Hierbei werden auch die Gehöferschaften ohne eigene Rechtsfähigkeit aus Zweckmäßigkeitsgründen und im Interesse der Allgemeinheit im Rechtsverkehr akzeptiert. Die Sicherung des gehöferschaftlichen Eigentums kann aber auf Dauer nur gewährleistet werden, wenn durch die Schaffung einer für alle Gehöferschaften geltenden gesetzlichen Neuregelung den Gehöferschaften nach dem Beispiel des Saarlandes eine eigenständige Rechtsposition zubilligt wird.

## Geschichte
Nach älteren Karten zu urteilen, wurde fast das gesamte Land rings um den Ort früher von der Gehöferschaft verwaltet und gemeinschaftlich genutzt. Nur kleinere Gebiete waren in Privatbesitz, meist feuchte Wiesentäler, die auch in trockenen Jahren einen Ernteertrag sicherten. Jedes Jahr wurden drei Gewanne, also Feldabschnitte, zur privaten Nutzung aufgeteilt. Die Nutzung erfolgte in drei Arten: Ginsterhau, Unterhau und Lohhecke. Heute erfolgt meist nur noch eine bedarfsangepasste Brennholznutzung. Nach dem Kahlschlag wuchs der Ginster in den meisten Hecken besonders gut. Er fand für verschiedene Zwecke Verwendung. Die dickeren Strunken wurden zu Anzündholz verkleinert, die dünneren Zweige als Streu für das Vieh benutzt. Stroh war knapp, da es zum Teil auch verfüttert wurde.
Beim sogenannten Unterhau handelte es sich um das Ausreisern der etwa 10-jährigen Bestände. Diejenigen Hecken wurden durchforstet, die in den nächsten Jahren zur Lohegewinnung anstanden. Dabei wurde der Bedarf an Holz für den häuslichen Backofen und zum Feuern des Viehfutterkessels gewonnen.
Die Eichen-Lohe gewann man in der Zeit des 1. oder 2. Saftstromes. Die jungen Eichenstämmchen wurden unterhalb der ersten Äste mit dem Haubeil „gekränzt“, d. h., die Rinde wurde ringförmig um den Stamm durchgeschnitten. Mit dem Loheisen (der Schleiß) wurde die Rinde der Länge nach aufgeschnitten. Mit dem löffelartigen Ende des Loheisens wurde dann die Rinde vom Stamm abgeschält. Dabei musste man bedacht sein, die Rinde als ganzes Stück zu erhalten. Die abgeschälte Rinde wurde dann auf einem aus Lohstangen gefertigten Trockengerüst (das Leer) gelagert. Erst wenn die Lohe nach mehreren Wochen der Lagerung zum Brechen trocken war, bündelte man sie und brachte sie mit dem Kuhfuhrwerk zu einer der vielen damaligen Gerbereien.
Das Aufteilen der jeweiligen Waldfläche war immer eine Arbeit, die sehr ernst und sehr genau genommen wurde. Zum festgelegten Termin musste jeder Gehöferschaftler oder sein Vertreter erscheinen. Die Grundausrüstung war ein Hiebbeil (Krumm) und ein Taschenmesser. Hier kam dann auch der sogenannte „Rosenkranz“ zu seiner Verwendung. Jeder an der Gehöferschaft Beteiligte besaß in diesem Rosenkranz ein Holzkügelchen, auf dem seine Hausmarke eingekerbt war. Dann wurden die einzelnen Kügelchen von der Schnur genommen und in einen Hut geworfen. Nach intensivem Mischen entnahm einer dann die Kugeln einzeln aus dem Hut und diese wurden in der gezogenen Reihenfolge wieder auf die Schnur gereiht. In dieser Reihenfolge wurde das Land zugeteilt. Das zugeteilte Stück Land musste, da man durch das Unterholz nicht bis zu seinem Ende sehen konnte, je nach Länge in mehrere Etappen (Gemease) eingeteilt werden. Wegen der unterschiedlichen Breiten der einzelnen Messabschnitte musste für jede Messung eine eigene Messlatte (die Rute) gefertigt werden. Die Messung nahm der Vorstand vor. Der Teilnehmer musste an einer Seite des zugeteilten Grundstückes die Grenze mit einem Pfahl markierten, der sein Hauszeichen trug (individuelle Abweichungen einzelner Gehöferschaften sind möglich. Die Angaben beziehen sich vorrangig auf die Gehöferschaft Schoden).